# Bitva na Kosově poli
Bitva na Kosově poli (Kosovo polje, Campus Turdorum, někdy také bitva na Kosovu rovném) se odehrála 15. června 1389 (podle Gregoriánského kalendáře 28. června) na Kosově poli asi 100 kilometrů severně od Skopje, svého času korunovačního města srbského cara a krále Štěpána Dušana. Na straně jedné se zde střetli srbský kníže Lazar Hrebeljanović, kníže Vuk Branković a bosenský král Tvrtko I. Kotromanić (jeho oddílům velel Vlatko Vuković), na straně druhé osmanský sultán Murad I., kterého doprovázeli jeho synové Yakub a Bayezid. Křesťanské jednotky byly posíleny řadou pomocných oddílů z Albánie, Bulharska a Uher, Osmanům asistovali jejich vazalové z podmaněných zemí. Ačkoli výsledek bitvy zůstal nerozhodný (padli i oba vrchní velitelé), další činy uherského a polského krále Ludvíka I. z Anjou znamenaly oslabení křesťanských spojenců, díky nimž si Osmané upevnili své pozice na Balkáně, kde zanedlouho vyvrátili druhou bulharskou říši (definitivně roku 1396).

## Situace před bitvou

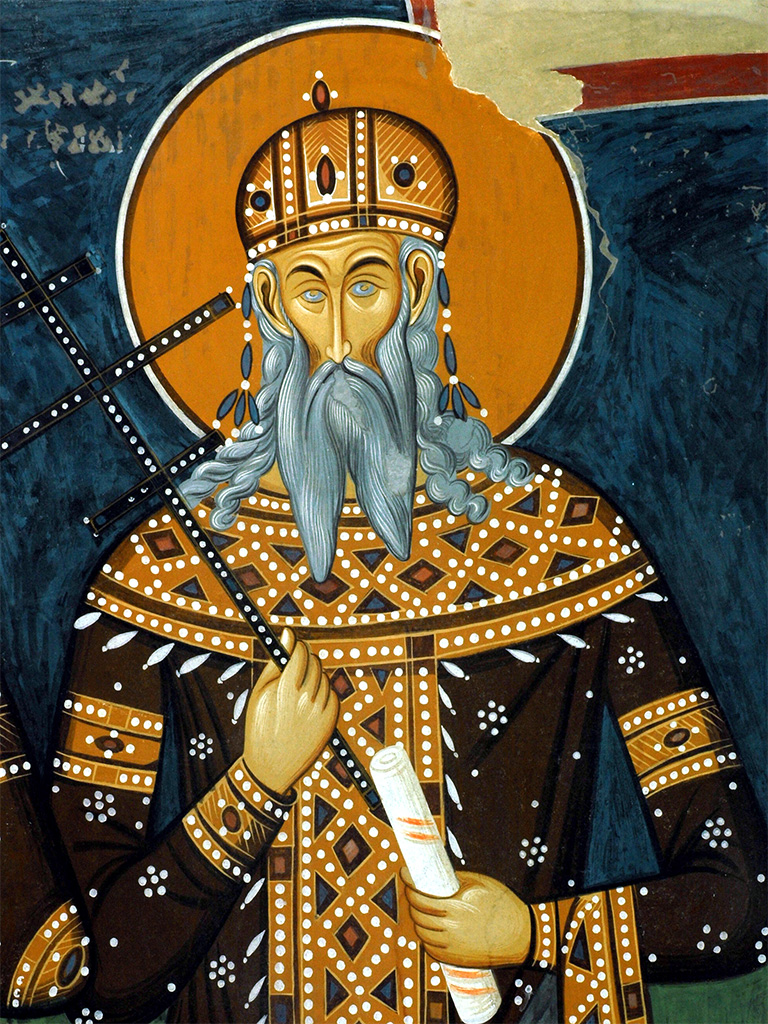
Vukašin, srbský král a ochránce země

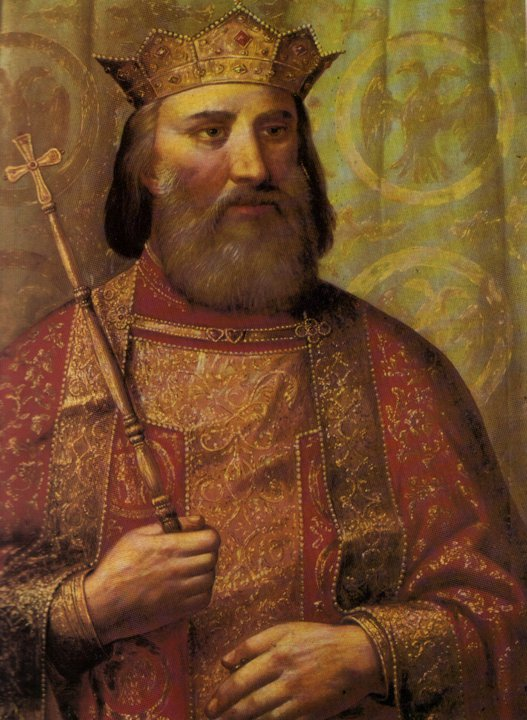
Lazar Hrebeljanović

V polovině 14. století byla nejmocnějším a nejvýznamnějším státem na Balkáně Srbská říše. Roku 1352 byli však Srbové poraženi Osmany, tureckým kmenem z Bithýnie, které si na pomoc přivolal byzantský autokrator Ioannes Kantakuzenos. Téhož roku (1352) obsadili Osmané pevnost Tzympe a o dva roky později (1354) dobyla vojska osmanského emíra Orhana (Orchana) přístav Gallipoli. Když však na sklonku roku 1355 zemřel car Štěpán Dušan, různorodá srbská říše se začala rozpadat. Tím se stát stal mnohem méně vzdoruschopným, než byl za Dušanovy éry. Kromě Srbska a Byzance se do obtížné situace dostalo i Bulharsko, kde car Ivan Alexandr (1331–1371) předal vládu v části státu (ve Vidinsku na severozápadě země) svému synovi Ivanu Stracimirovi a Osmané i nadále postupovali na Balkán; roku 1359 dokonce oblehli Konstantinopol, sídelní město byzantských císařů, a roku 1361 dobyli Didymoteichos (Dimotiku). Orhanův druhorozený syn Murad I. pochopitelně pokračoval ve výbojích svého otce: v 60. letech 14. století se zmocnil téměř celé Thrákie a nejpozději roku 1371 se Turci zmocnili Adrianopole (Edirne), kam Murad z maloasijské Bursy přesunul své sídlo.

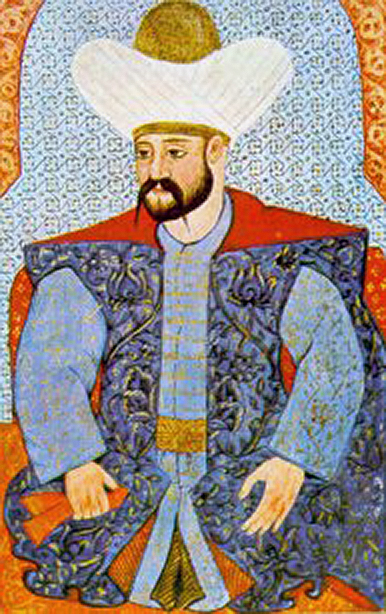
Sultán Murad I.

Rok 1371 byl pro balkánské státy do jisté míry zlomový. Nejprve v únoru zemřel bulharský car Ivan Alexander, který svou říši již dříve rozdělil na několik částí. 26. září pak utrpěla křesťanská vojska v bitvě u Čirmenu (Černomenu na řece Marici, asi 40 kilometrů západně od Adrianopole) strašnou porážku od Turků, i když byli křesťané v přesile. Oba vojevůdci křesťanů, samozvaný srbský král Vukašin (Valkašin, samozvancem od 1366) a jeho bratr, makedonský despota Jovan (Ivan) Uglješa, v bitvě zahynuli. Několik měsíců po bitvě u Čirmenu zemřel nominální srbský car Štěpán Uroš, poslední Nemanjić na srbském trůně (4. prosince). Jak Srbsko, tak Bulharsko se tedy i de iure rozpadly. Srbsko bylo tehdy úplně rozdrobeno a v Byzanci začal zuřit boj mezi císařem Ioannem V. Palaiologem (1341–1391) a jeho synem-uzurpátorem Andronikem IV.(1376–1379).
Murad tehdy posílil své pozice v Evropě – podrobil si pohraniční beje a také se prohlásil sultánem. Novopečený sultán také tehdy zasáhl v byzantské říši a opět dosadil na trůn sesazené císaře Ioanna V. a jeho druhorozeného syna Manuela (pozdějšího Manuela II.). V roce 1382 byla Osmany dobyta Sofie, roku 1383 Serrai. Roku 1385 byli Osmany napadeni zetští Balšići a roku 1386 pronikli Osmani do Bosny. Téhož roku (1386) padla do osmanských rukou Larisa a Niš. Tureckou ofenzívu se snažil zastavit srbský kníže Lazar Hrebeljanović (1371–1389), nejmocnější muž srbského "státu", který se s Osmany střetl v roce 1386/1387 v bitvě u Pločniku na řece Toplici za pomoci bosenského krále Tvrtka I. Kotromaniće (1353–1391, králem od 1377) je porazil. Murada to však nezastrašilo a pokračoval v expanzi – ještě roku 1387 dobyli Osmané Berrhiou a Soluň. V létě téhož roku bylo však turecké vojsko poraženo Vlatkem Vukovićem, vojevůdcem bosenského krále Tvrtka I. Kotromaniće. Tato prohra však podnítila sultána k vojenskému zásahu.

## Bitva

Rozmístění jednotek

Ani sultán Murad, a ani Srbové se po dvou nedávných vojenských střetnutích nechtěli pouštět do drobných tažení a šarvátek, spíše se chystali k bitvě, která měla o osudu té či oné strany rozhodnout. Jak křesťané, tak muslimové (potažmo jejich křesťanští vazalové) se snažili získat na svou stranu co nejvíce knížat z regionu. Do čela křesťanské aliance se postavil tehdy nejvýznamnější muž Srbska, Lazar Hrebeljanović (* 1329), jehož choť Milica pocházela z nejslavnějšího srbského středověkého rodu Nemanjićů; jejím praprapradědem byl slavný Štěpán Nemanja (1166–1196). Lazar byl sice nejmocnějším srbským knížetem tehdejší doby, ale jeho panství se ani zdaleka nedosahovalo rozlohy Dušanovy „velkosrbské říše“. Lazarovým mocným spojencem byl bosenský král Tvrtko, který Lazarovi poslal vojevůdce Vlatka Vukoviće, vítěze od Bileće, i s vojskem. Dalším Lazarovým soudruhem byl choť jeho dcery Mary Vuk Branković, na jehož území nakonec došlo ke krvavému zkřížení zbraní. Potenciální „vyšší moc“ v balkánském regionu – Byzantská říše – byla již v naprostém rozvratu, jelikož dynastie Palaiologů již ztrácela centrální moc. Další velký stát – Uherské království – se také zatím příliš nezapojoval do balkánských poměrů. Bitva se již od začátku vyvíjela špatně pro o poznání slabší křesťanskou stranu. Vlatko Vuković byl dokonce vážně zraněn a musel být odnesen z pole a levé křídlo, kterému velel, se začalo hroutit. Jen díky naprosto heroickému vypětí vojáků a pohotovému jednání Nickolase Gabriela (najatý žoldnéřský voják, který se chopil velení) se křídlo nezhroutilo. Krátce po stabilizaci levého křídla se síly vyrovnávaly a výsledek byl velmi nerozhodný. Další turecká šance se vyskytla, když byl Lazar zasažen šípem do ramene a několik bojovníků se domnívalo, že padl. Kvůli tomu vypukla ve středu vojska panika a vypadalo to na tureckou výhru. Naštěstí se Lazar vyškrábal na koně a s mohutným válečným pokřikem se tryskem vrhl vpřed spolu se svou osobní gardou. Jeho náhlý a brutální útok strhl celý střed a turecké linie se dostaly pod velký tlak. Po mnoha hodinách neustálého boje se nakonec obě strany stáhly zpět ke svým táborům, jelikož ani jedna strana nebyla ke konci bitvy schopna vyhrát.

## Další bitvy na Kosově poli

### Bitva 1403
Další bitva zde byla svedena 21. listopadu 1403 mezi despotem (vladařem) srbským Štěpánem Lazarevićem (synem cara Lazara), a mezi vojskem Sulejmanovým, jež byl on poslal ku pomoci Jiřímu, synu Vuka Brankoviće, kterýž se chtěl zmocnit srbských zemí. Štěpán nad ním zvítězil blíže Tripol, nedaleko kláštera Gračanického, asi půl hodiny od bojiště z roku 1389.

### Bitva 1448
Tuto bitvu zde svedl Sibinjanin Janko (Jan Hunyady) se sultánem Muradem II. 18. října 1448 na poli mezi Prištinou a Vučitrnem. V této třídenní bitvě ztratil Hunyady i mnoho českých žoldnéřských bojovníků, původně husitů. Byla použita i slavná vozová hradba, která je ale v tomto případě nezachránila.

### Bitva 1689
V listopadu roku 1689 bojoval na jedné straně krymský chán a na straně druhé Rakušani společně s povstalými Srby. Srbové se pak pod pećským patriarchou Arsenijem III. Černojevičem (rodem s Černé Hory) v počtu 37 000 rodin přestěhovali z jihu Rakouska do Srjemu a Slavonska.

### Pátá bitva 1831
Poslední bitva tu byla svedena zjara roku 1831 mezi vezírem Rešid pašou a Gradčským kapitánem, jenž proti sultánovi vedl otevřenou vzpouru a bojoval tu s 25 000 Bosňáky.